# جورج دوريا هولست
جورج دوريا هولست (بالإنجليزية: George Duryea Hulst)‏

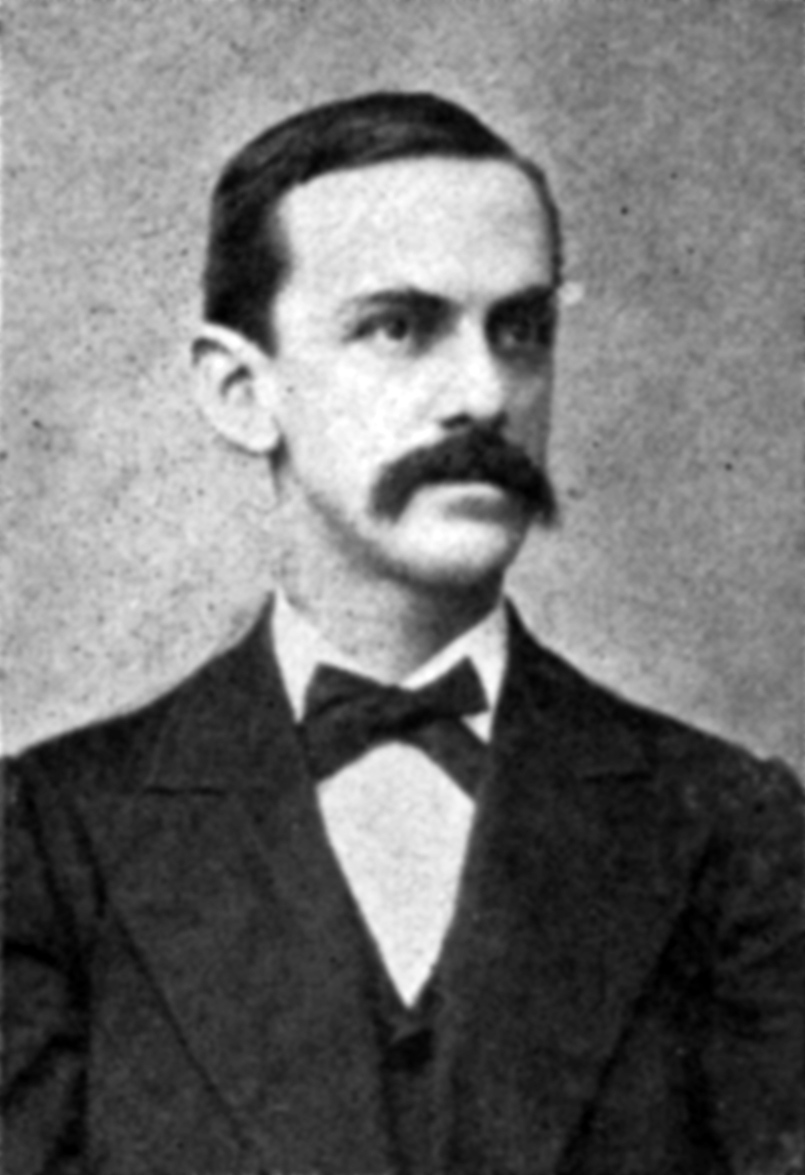
جورج دوريا هولست

(9 مارس 1846 - 5 نوفمبر 1900) كان رجل دين اميركي وعالم النبات والحشرات.

## سيرة ذاتية
تخرج من جامعة روتجرز في عام 1866 وحصل على شهادة من المدرسة اللاهوتية نيو برونزويك في عام 1869، وحصل أخيرا على درجة الدكتوراه من جامعة روتجرز في عام 1891.

## وصلات خارجية
- Journal of the New York Entomological Society "In Memoriam: Rev. Dr. George D. Hulst", followed by a list of Hulst's entomological publications.